# Celereon paululor
Celereon paululor är en stekelart som först beskrevs av Thomas Say 1936.  Celereon paululor ingår i släktet Celereon och familjen bracksteklar. Inga underarter finns listade.